# Szajch Dann
Szajch Dann (arab. شيخ دن) – miejscowość w Syrii, w muhafazie Aleppo. W 2004 roku liczyła 391 mieszkańców.